# Hohenbüchen (Delligsen)

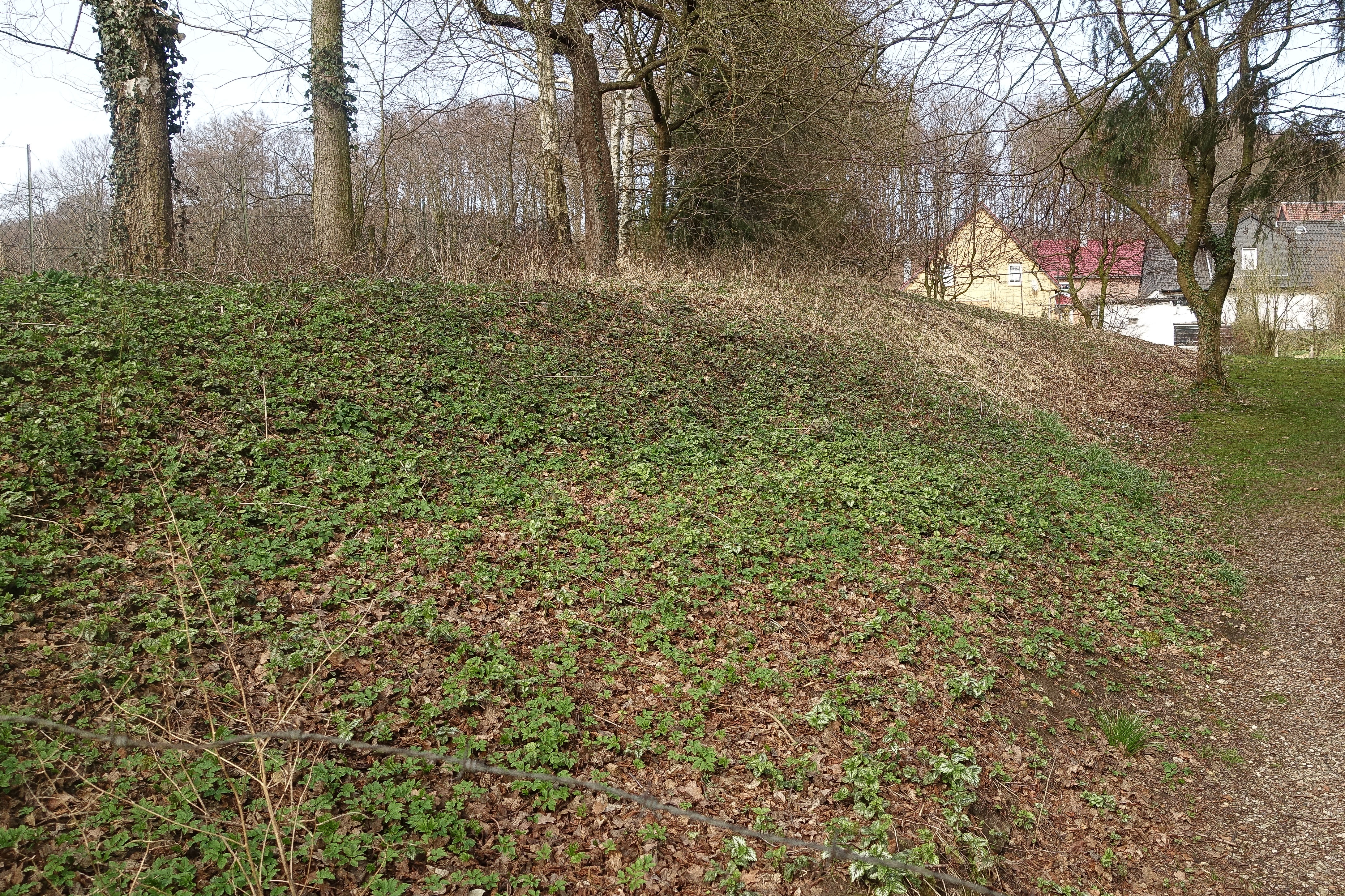
Der südwestliche Abschlusswall der Burg Hohenbüchen

Hohenbüchen ist ein Dorf und nördlichster Ortsteil des Fleckens Delligsen im Landkreis Holzminden, Niedersachsen. Der Ortsteil liegt in einem Tal zwischen dem Höhenzug Reuberg und dem Mittelgebirgszug Hils.

## Geschichte
Der Name des Dorfes stammt von drei hohen Buchen, welche einst auf der höchsten Erhebung des Dorfinneren standen. Später im Mittelalter wurde der Name von Hohenbuchen in Hohenbüchen geändert. Im Zeitraum um 1500 befand sich eine Burg in Hohenbüchen. Sie war Teil des Burgendreiecks mit Brunkensen und der Hohen Warte. Heute sind nur noch Überreste unter der Erde vorhanden.
Die Siedlungen der Hilsmulde, dazu gehört im nachfolgenden auch Hohenbüchen, gehörten – seit dessen Bestehen ab 815 – zum Bistum Hildesheim. Im 12. Jahrhundert tritt in der Hildesheimer Überlieferung das Adelsgeschlecht der Edelherren von Delligsen auf, das sich ab 1209 von Hohenbüchen (de Alta Fago) nannte und dort eine Burg als Zentrum ihrer Herrschaft errichtete. Diese Herrschaft Hohenbüchen umfasste die westlichen Teile der Hilsmulde. Mit dem Aussterben dieses Geschlechts im 13. Jahrhundert fiel die Herrschaft Hohenbüchen 1282 an das Hildesheimer Dienstadelsgeschlecht von Rössing. 1294 ist die von Corvey zu Lehen gehende Burg erstmals ausdrücklich erwähnt worden. 1310/11 wurde die Burg in einer Fehde mit den Edelherren von Homburg zerstört. Die Homburger besetzten Hohenbüchen solange, bis die Herren von Rössing 1355 nachgaben und ihnen die Rechte an der Burg verkauften. 1421 kaufte der Bischof von Hildesheim der letzten Gräfin von Homburg den Burgplatz ab. Zeitweise war die Burgstelle danach an den Knappen Ludolf Rauscheplatt verpfändet, der die Burg 1454 wiederaufbaute. Die Pfandherren wechselten daraufhin häufig, bis 1497/98 Herzog Heinrich I. von Braunschweig-Wolfenbüttel das Pfand wieder einlöste. 1553 wurde die Burg im Schmalkaldischen Krieg durch den Grafen von Mansfeld endgültig zerstört. Die durch eine Schrebergartenkolonie überbaute Burg zeichnet sich heute nur noch als ein ca. 170 m langes und 50 m breites, erhöhtes Areal im Gelände ab.
Den Edelherren von Homburg gehörte auch die Vogtei Greene, zu der der östliche Teil der Siedlungen der Hilsmulde gezählt wurde.
Seit 1497 gehörten die Herrschaft Hohenbüchen und die Vogtei Greene endgültig zum Herzogtum Braunschweig-Wolfenbüttel und – seit 1918 – zum Freistaat Braunschweig.
Mit der Reformation im Herzogtum Braunschweig-Wolfenbüttel 1568/69 wurde Hohenbüchen evangelisch-lutherisch. In der Frühen Neuzeit wurden die Dörfer der Hilsmulde vom Amt Greene aus verwaltet, bis im 19. Jahrhundert die Kreise und Amtsgerichtsbezirke eingerichtet wurden. Hohenbüchen gehörte zum Kreis Holzminden. Am 1. April 1974 wurde Hohenbüchen als bisher selbständige Gemeinde dem Flecken Delligsen zugeordnet.

## Infrastruktur und Verkehr
Der Ort liegt an der Landesstraße 462 die bei Duingen zur Bundesstraße 240 und bei Delligsen zur Bundesstraße 3 führt. Hohenbüchen verfügt mit dem Hilsbad über ein Freibad und einen einfachen Zeltplatz.

## Politik
Aufgrund seiner geringen Einwohnerzahl wird Hohenbüchen nicht von einem Ortsrat, sondern von einem Ortsvorsteher vertreten. Aktuell ist Tim Gerber (parteilos) in dieser Funktion.

## Wappen
Das Schildwappen zeigt zwei goldene Buchen auf drei Bergen. Diese flankieren den mittig im Wappen stehenden Hauptturm der ehemaligen Burg auf hellrotem Wappengrund.
Diese Wappenelemente gehen auf den ursprünglichen Namen des Ortes als „Hohenbuchen“ in seiner Historie zurück.
Das Original steht jeweils am Ortseingang von Hohenbüchen, gefertigt in hölzerner Schnitzkunst.